# Martine Fenger
Martine Trollsås Fenger, née le 9 octobre 2006, est une joueuse de football norvégienne qui joue pour le FC Barcelone.

## Carrière

### Avant Kolbotn
Fenger commence à jouer au football dans le club IK Gimletroll, où elle joue jusqu'à l'automne 2021 puis est ramenée à Amazon Grimstad par le principal entraîneur Steinar Pedersen. Elle fait ses débuts en  première division norvégienne le 2 octobre 2021, quelques jours avant son 15e anniversaire. Au printemps 2022, elle est désirée par la plupart des clubs de la Toppserien et elle fait notamment sur un séjour d'entraînement à Kolbotn et Vålerenga,.

### Kolbotn (2022-2023)
Le 16 avril 2022, il est annoncé que Fenger a signé à Kolbotn pour l'été de la même année. Elle débute dans la Toppserien pour le club contre Stabæk en août 2022. La saison se termine avec une relégation pour Kolbotn, ce qui entraîne de nombreuses joueuses à quitter le club. Fenger devient alors une joueuse encore plus centrale. Au printemps 2023, elle marque 10 buts en 12 matchs pour Kolbotn en première division norvégienne..
Le 6 juin 2023, le journal Oppegård Avis révèle que Fenger devait être très proche d'un transfert vers le nouveau vainqueur de la Ligue des Champions, Barcelone. La clause du transfert fait partie d'un contrat illégal, qui avait été initialement signé par Fenger pour Kolbotn. La clause du contrat était, selon le journal, que si Barcelone souhaitait acheter Fenger avant son 17e anniversaire, l'achat pourrait être fait à une somme convenue qui ne serait que 50 000 NOK. Une telle clause dans un contrat n'est pas autorisée selon les règles de la Fédération norvégienne de football. Le dirigeant de Kolbotn confirme au journal qu'un tel accord avait eu lieu, et quand il a été découvert par la nouvelle direction du club, la clause illégale a été convertie en accord oral. Il rejette par ailleurs que la somme était de 50 000 NOK, mais confirme qu'il s'agissait d'une somme fixée en euros qui ne reflétait pas la valeur de Martine Fenger,.

### Barcelone (2023-)
Le 29 juin 2023, il est annoncé que Fenger a signé un contrat de trois ans avec le FC Barcelone, où elle jouera dans l'équipe B.,